# Фарбен
ИГ „Фарбен“, също и ИГ „Фарбениндустри“ (на немски: Interessen-Gemeinschaft Farbenindustrie AG) е германски картел от водещите компании на германската химическа промишленост.
Създаден е през 1916 г. въз основа на общност на интересите по време на Първата световна война, като през 1924 г. е сключено окончателното споразумение за работа „под една шапка“, след като германската химическа индустрия е изправена пред конкуренцията на големите американски компании. Под шапката са химическите гиганти BASF, Байер и Хьохст с още 5 по-малки фирми.
Формално картелът просъществува до 2003 г. ИГ „Фарбениндустри“ изгражда през 1943 г. ИГ Аушвиц (на немски: IG Auschwitz) - най-големия завод в света. 

## Съдебни процеси след Втората световна война
По време на Нюрнбергските процеси след Втората световна война 13 от общо 24 директори на ИГ „Фарбен“ са признати за виновни и вкарани в затвора за период от една до осем години. Някои от обвинените директори стават водещи работници във фирмите, които се отделят от ИГ „Фарбен“ след войната.

## Залез и ликвидиране
Заради сериозните военни престъпления на ИГ „Фарбен“ по време на Втората световна война е решено фирмата да бъде ликвидирана. Съветският съюз иззема повечето от фабриките на ИГ „Фарбен“, разположени в съветската окупационна зона, като част от своите военни репарации. През 1951 г. западните съюзници разделят ИГ „Фарбен“ на първоначалните фирми. Много бързо четирите най-големи от тях (Agfa, BASF, Bayer и Hoechst) изкупуват останалите.
Въпреки че фирмата ИГ „Фарбен“ е официално ликвидирана през 1952 г., нейните акции продължават да се продават на борсата във Франкфурт като тръстова фирма, която притежава няколко недвижими собствености. Неплатежоспособността на фирмата я ликвидира окончателно през 2003 г.